# Episodi di Sweet Tooth (prima stagione)
La prima stagione della serie televisiva Sweet Tooth è stata interamente distribuita il 4 giugno 2021 sulla piattaforma di video on demand Netflix, in tutti i paesi in cui il servizio è disponibile.
| nº | Titolo originale                | Titolo italiano                 | Pubblicazione |
| -- | ------------------------------- | ------------------------------- | ------------- |
| 1  | Out of the Deep Woods           | Fuori dalla foresta             | 4 giugno 2021 |
| 2  | Sorry About All the Dead People | Scusa per tutti i morti         | 4 giugno 2021 |
| 3  | Weird Deer S**t                 | Strane cervate                  | 4 giugno 2021 |
| 4  | Secret Sauce                    | Ricetta segreta                 | 4 giugno 2021 |
| 5  | What's in the Freezer?          | Cosa c'è nel freezer?           | 4 giugno 2021 |
| 6  | Stranger Danger on a Train      | Estraneo pericoloso su un treno | 4 giugno 2021 |
| 7  | When Pubba Met Birdie           | L'incontro tra Pubba e Birdie   | 4 giugno 2021 |
| 8  | Big Man                         | Uomo grande                     | 4 giugno 2021 |

## Fuori dalla foresta
- Diretto da: Jim Mickle
- Scritto da: Jim Mickle

### Trama
Un'epidemia causata da un virus mortale uccide milioni di persone, gettando il mondo nel caos. Nello stesso periodo iniziano a nascere bambini ibridi, dotati di tratti animali come ali, corna e pellicce.
Il dottor Aditya Singh cerca di salvare sua moglie, Rani, infetta dal virus.
Aimee, una consulente matrimoniale, trova rifugio all'Essex County Zoo, ormai abbandonato.
Nel frattempo, un uomo si nasconde con il figlio neonato nel parco di Yellowstone. Il figlio, Gus, è nato con corna e orecchie da cervo e suo padre, da lui chiamato Pubba, lo cresce tenendolo all'oscuro della situazione nel mondo esterno. Dieci anni dopo, Gus è cresciuto ed è curioso di sapere di più su sua madre, Birdie, ma suo padre rifiuta di parlarne. Un giorno un uomo si avvicina alla recinzione che circonda la casa; Pubba nasconde Gus in casa e intima all'uomo di andarsene. Gus sente delle grida, esce dal suo nascondiglio e va incontro a suo padre, che è stato infettato dal virus e dopo alcuni giorni di agonia muore. Gus scopre una mappa e una fotografia lasciatagli dal padre e decide di andare in Colorado per trovare quella che crede essere madre, Birdie. Prima della partenza, tuttavia, viene scoperto da due bracconieri cacciatori di bambini ibridi, ma viene salvato da un uomo che lo riporta a casa e lo invita a restare nascosto. Gus decide di lasciare la sua casa, rincorre l'uomo e gli chiede di portarlo con lui.
- Altri interpreti: Nixon Bingley (Gus a 7 anni), Ava Diakhaby (capoinfermiera), Paul Gittins (portavoce del CDC), River Jarvis (Gus a 4 anni), Amelia Reynolds (madre single), Michael Sheasby (uomo), Chris Sommers (Spaghetti), Christian Tessier (Meatballs), Xana Tung (infermiera giovane)

## Scusa per tutti i morti
- Diretto da: Jim Mickle
- Scritto da: Jim Mickle & Beth Schwartz

### Trama
Aimee trova una neonata ibrida all'ingresso dello zoo.
Gus segue l'uomo, che cerca vanamente di mandarlo via. I due si imbattono in una baita dove vive una famiglia. I genitori, Beverly e George, sono inizialmente diffidenti nei confronti di Gus, ma si rilassano quando vedono che loro figlio va d'accordo con il bambino. George riconosce l'uomo come Tommy Jepperd, un ex-giocatore di football. Tommy chiede a Beverly e George di tenere Gus con loro e i due accettano. Quella notte la baita viene assaltata da alcuni uomini armati che hanno seguito le tracce e vogliono catturare Gus. Tommy li affronta e li uccide. Beverly e George realizzano di non essere al sicuro con Gus e sono costretti a salutarlo. Tommy accetta di accompagnare Gus fino alla prossima città.
Nel frattempo, il dr. Singh e sua moglie Rani abitano in una comunità protetta e isolata. L'uomo inietta continuamente un vaccino temporaneo a sua moglie Rani per impedirle di ammalarsi. Singh si reca dalla dottoressa Bell, che da anni cerca una cura per il virus. Bell rivela a Singh di avere il cancro e gli affida quindi il compito di proseguire le sue ricerche.
- Altri interpreti: Sarah Peirse (Dr. Gladys Bell), Kahurangi Carter (donna sposata), Samson Chan-boon (uomo sposato), Alice May Connoly (Samantha), Seth Flynn (Goggles), Otis Herring (uomo con la coperta), Anna Julienne (Beverly Anderson), Tom Kerr (Rusty Anderson), Andrew Laing (Bob), Mayen Mehta (uomo vestito di denim), Oliva O'Driscoll (fidanzata), Jared Turner (George Anderson)

## Strane cervate
- Diretto da: Alexis Ostrander
- Scritto da: Michael R. Perry

### Trama
Singh realizza che la dottoressa Bell ha usato i bambini ibridi come cavie ma rifiuta di fare lo stesso. Lui e sua moglie Rani vengono invitati a una festa dal loro vicino di casa Doug Duncan; Singh è preoccupato che sua moglie possa manifestare i sintomi del morbo, ma prima che qualcuno se ne accorga lo stesso Duncan mostra i sintomi e viene catturato.
Gus e Tommy arrivano al Mercato, dove Tommy compra un biglietto del treno per Gus per aiutarlo ad arrivare in Colorado. Mentre vaga per il Mercato Gus incontra una ragazza che scopre la sua identità e lo invita a seguirla, ma Tommy porta Gus via. Grazie al suo olfatto Gus scopre che a bordo di uno dei treni c'è una cassa di medicinali, gli stessi cercati da Tommy, che ne ruba alcuni. I due vengono sorpresi da due militari che vengono storditi da Tommy. L'uomo carica Gus sul treno per il Colorado, ma prima che il treno parta uno dei soldati svenuti lo fa arrestare e tutti scoprono che Gus è un ibrido. Gus e Tommy vengono portati via, ma sulla strada i soldati vengono assaliti da alcune persone mascherate guidate dalla ragazza conosciuta da Gus.
In una struttura militare, il generale Abbot osserva un volantino della Riserva e viene informato che "lei" è stata trovata.
- Altri interpreti: Neil Sandilands (Generale Abbot), Mia Artemis (Tiger), Dallas Barnett (membro degli Ultimi uomini), Christine Becker (panettiera), Bronwyn Bradley (Nancy), Adam Brown (Lee),  Kawhia Chambers (capo degli Ultimi uomini), Alice May Connolly (Samantha), Geoffrey Dolan (Doug Duncan), Aaron Eastwood (Carbine), Duane Evans Jr. (Rhino), Conan Hayes (Pony), Allan Henry (tiratore degli Ultimi uomini), Kiri-Rose Kendall (Twyla), Andrew Laing (Bob), Jonny McBride (uomo del mercato), Darby McKessar (ragazzo 1), Mfundo Morrison (bigliettaio), Hweiling Ow (Harley), Bryony Skillington (venditrice di mele caramellate), Kruz Tonkin (ragazzo 2), Biku Wernick-Aqorau (messaggero)

## Ricetta segreta
- Diretto da: Toa Fraser
- Scritto da: Justin Boyd & Haley Harris

### Trama
Gus e Tommy vengono salvati dall'Animal Army guidato da Bear, una ragazza che lotta per salvare i bambini ibridi. Tommy viene legato e portato via mentre Bear mostra a Gus il covo dell'Animal Army. Bear rivela a Gus che Tommy è un ex-membro degli Ultimi uomini, un gruppo che bracca gli ibridi, ma Tommy ribatte di aver abbandonato da tempo quel mondo. Bear condanna a morte Tommy, che viene portato in un'arena per affrontare una tigre. Gus supplica Bear di risparmiarlo: la ragazza realizza quanto sia forte il legame tra il bambino e Tommy, così ordina di fermare l'esecuzione. Gli altri ragazzi, tuttavia, non sono d'accordo, e acclamano Tiger come nuovo capo del gruppo. Gus e Tommy fuggono e Bear lascia il gruppo.
Altrove, Aditya e sua moglie realizzano che l'unico modo per trovare una cura è trovare un bambino ibrido vivo. La vicina di casa dei Singh, Nancy, sospetta che Rani sia malata e cerca di parlare con loro per proporre di effettuare dei test su tutta la comunità, ma i due coniugi rifiutano. Nancy capisce che Rani è davvero malata e corre via per avvisare gli altri vicini, ma viene colpita da un calcio del cavallo di Aditya e muore. Aditya e Rani decidono di nascondere il corpo in casa.
Aimee e sua figlia Wendy, ora cresciuta, vivono all'interno dell'Essex County Zoo, isolate dal mondo. Un giorno vedono uno degli Ultimi uomini perlustrare la città e tornano a casa impaurite. Aimee scopre che Wendy sta nascondendo in casa Bobby, un bambino ibrido. Aimee usa la sua radio per invitare gli ibridi superstiti allo zoo, chiamato la Riserva. 
- Altri interpreti: Naledi Murray (Wendy), Sarah Peirse (Dr. Gladys Bell), Mia Artemis (Tiger), Bronwyn Bradley (Nancy), Duane Evans Jr. (Rhino), Conan Hayes (Pony), Jack Barry (Ultimo uomo al lavoro), Kawhia Chambers (capo degli Ultimi uomini), Aaron Eastwood (Carbine), Allan Henry (tiratore degli Ultimi uomini)

## Cosa c'è nel freezer
- Diretto da: Robyn Grace
- Scritto da: Christina Ham

## Estraneo pericoloso su un treno
- Diretto da: Jim Mickle
- Scritto da: Noah Griffith & Daniel Stewart

## L'incontro tra Pubba e Birdie
- Diretto da: Toa Fraser
- Scritto da: Beth Schwartz

## Uomo grande
- Diretto da: Jim Mickle
- Scritto da: Jim Mickle